# Stetten (Karlstadt)
Stetten ([ˈʃtɛtn̩] ) ist ein Gemeindeteil der Kreisstadt Karlstadt im unterfränkischen Landkreis Main-Spessart in Bayern. Stetten ist ein Pfarrdorf und ein Weinort.

## Geschichte
Der Ort gehört mit bemerkenswerten Funden aus der Vor- und Frühgeschichte zu den ältesten Siedlungsplätzen im Werntal.

788 erfolgte die erste urkundliche Erwähnung von Stetten (damals „Steti“ – lat. loci,liuti dero steti) in der Mattonischen Schenkung an das Kloster Fulda. 

„„cum igitur cives [Hs. ciues ] loci vidissent eum dederunt ei sodales triginta qui essent cum eo (Idc 14,11; Gl I: 388, 26) Gen. Sg. st. F. stat  'Ort'“ Textglossar.“

816 wurden Weinreben im Rosstal angepflanzt.
1311 wurde die Pfarrkirche St. Albanus erwähnt.
1500 waren Stettener Weingutbesitzer am Stein und im Rosstal (auf Karlstadter Gemarkung) Steuerzahler an die Stadt.
1612 wurde der Julius-Echter-Kirchturm errichtet. 1625 gab es 290 Tote bei der ersten Pest in Stetten. 1632 erfolgte die Plünderung Stettens im Schwedenkrieg.
1690 wurde der Torbogen (heutiges Wahrzeichen) erbaut.
1870 war Stetten durch die herrschenden wirtschaftlichen Verhältnisse stark von der Auswanderung betroffen.
Am 1. Januar 1978 erfolgte die Eingemeindung in die Stadt Karlstadt, und 1985 wurde die Flurbereinigung abgeschlossen. Ab diesem Jahr hat sich Stetten kontinuierlich zu einem Weindorf entwickelt.
Im Jahr 2000 wurde Silvia Gaul zur Fränkischen Weinkönigin gewählt.

## Wirtschaft

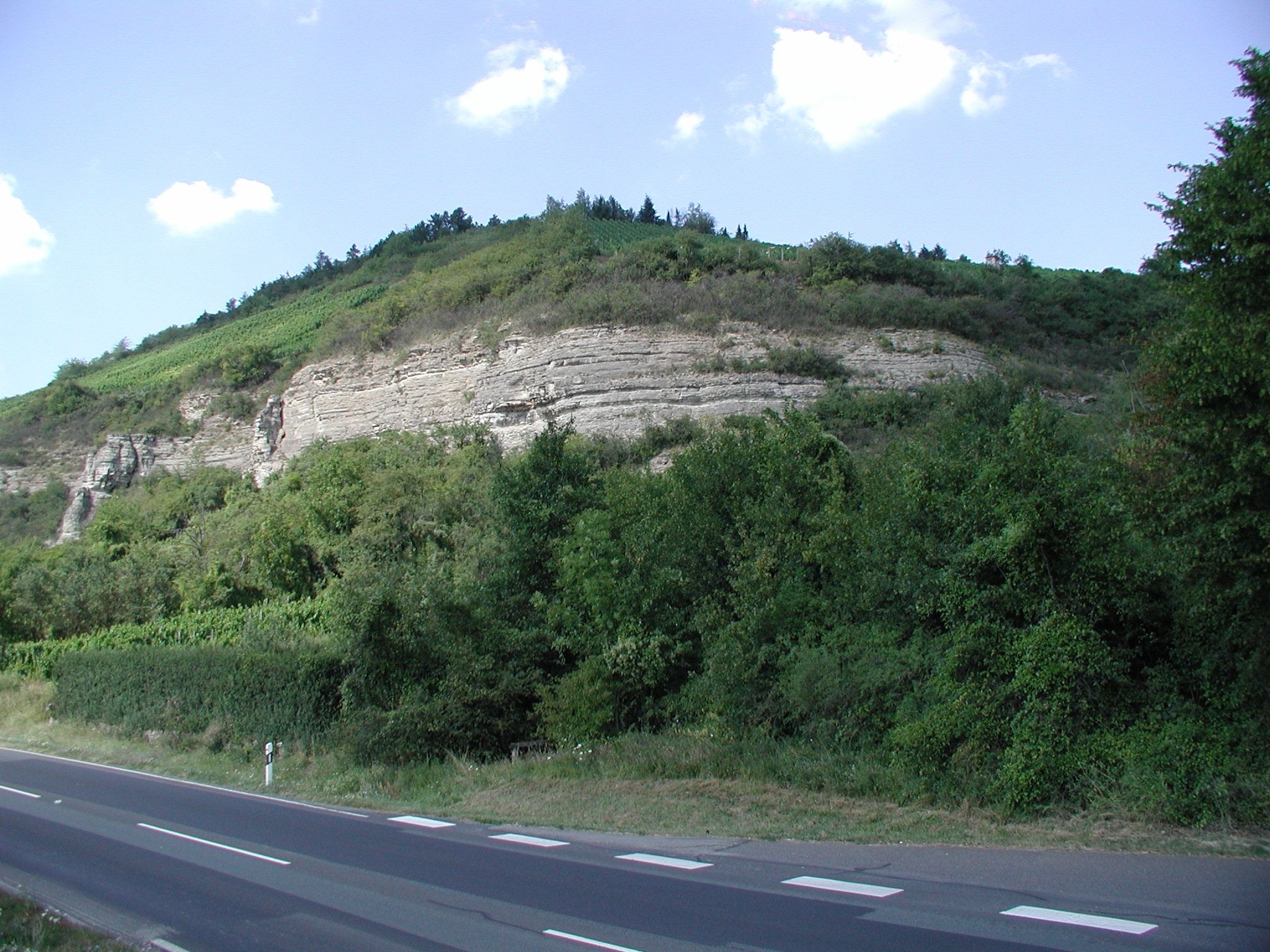
Rebhänge „Stettener Stein“

Der Weinbau hat in Stetten eine lange Geschichte, schon 1540 wurde es mit einer Anbaufläche von ca. 200 ha als eines der reichsten „Weinnester“ im Hochstift Würzburg bezeichnet. Schwere Rückschläge erlitt der Haupterwerbszweig des Dorfes zum Ende des 19. Jahrhunderts. Rebkrankheiten und Schädlinge brachten den Weinbau fast zum Erliegen. Belebende Impulse gab der Zusammenschluss zu einer Winzergenossenschaft 1937.
Auch wurde die Arbeit im Weingarten, alle Familienmitglieder waren daran beteiligt, mehr und mehr durch neuartige Maschinen abgelöst.

## Bürger in Stetten
Stetten war durch die herrschenden miserablen wirtschaftlichen Verhältnisse stark von der Auswanderung betroffen.

Stettener Bürgerrechts-urkunde

Ehemals gehörten zu der Drei-Generationen-Familie (alle wohnten unter einem Dach) Großeltern, Eltern und deren Kinder. Diese Familienform verlor sich und wurde bis heute immer seltener, zumal viele Familien gar nicht über den notwendigen Platz verfügten. Das Einwohnerbuch des Ortes verzeichnet im Jahr 1928 nur 910 Bürger. Heute hat Stetten 1055 Einwohner. Im Verlauf von fast 80 Jahren, wohl auch durch verstärkte Familienplanung seit den 1970er Jahren (Anti-Baby-Pille), war nur ein geringer Anstieg zu verzeichnen.

## Sehenswürdigkeiten
- Katholische Kirche Sankt Albanus
- Torbogen zur Kirchburg von 1691
- Rathaus Stetten (Karlstadt)
- Kräutergarten Stetten

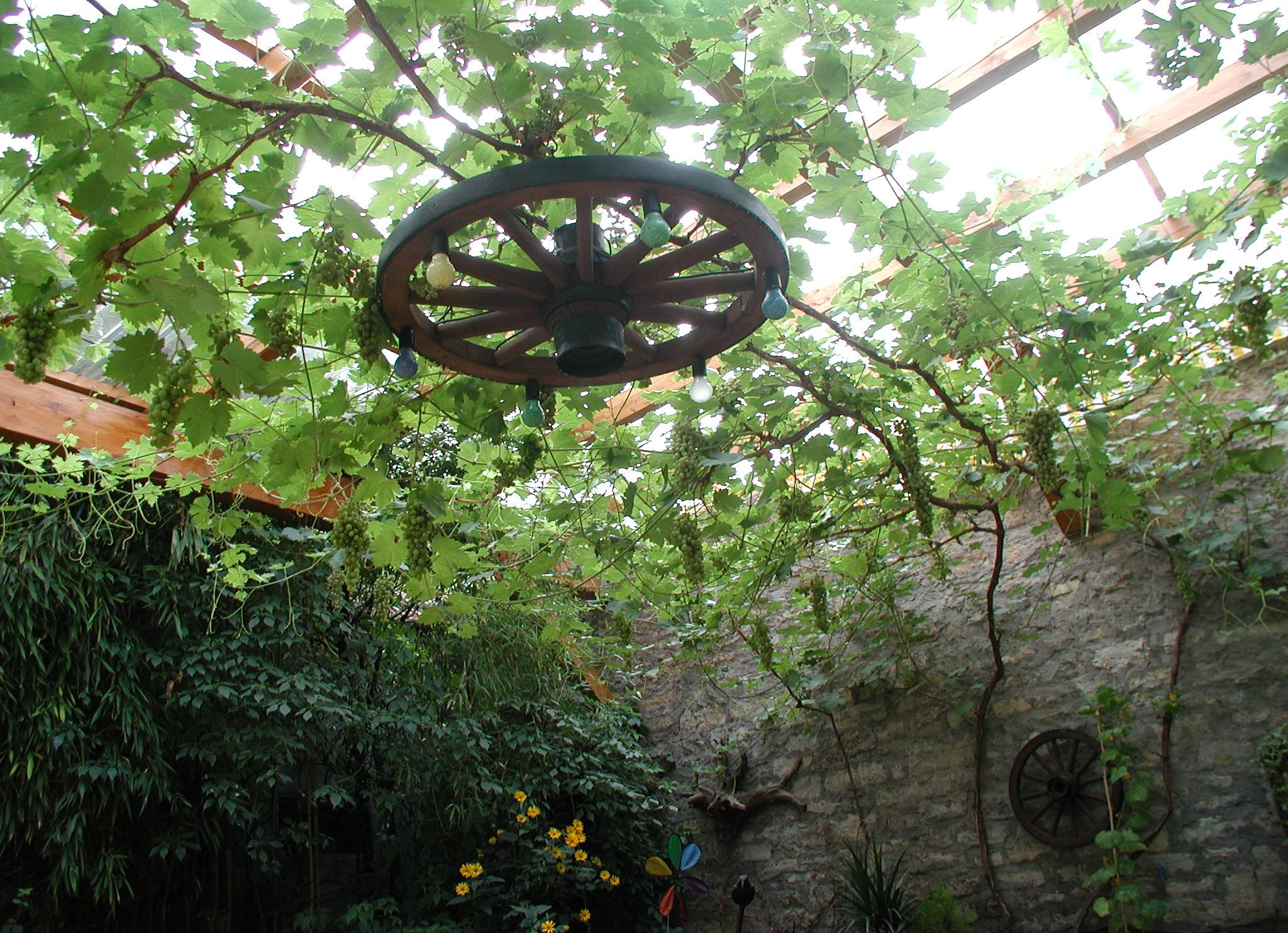
Strauß- oder Heckerwirtschaft

- Weinwanderweg Stetten, reizvoller Rundwanderweg durch die Stettener Weinberge. Zu Beginn der Wanderung sind leichte Anstiege zu bewältigen. Am Roßtal eröffnet sich ein herrlicher Blick in das Maintal. Von dort führt der Weg weiter über die Kürbishöhe zurück zum Ausgangspunkt.

## Vereinskultur
In Stetten gibt es viele verschiedene Vereine, die sowohl das sportliche, als auch das kulturelle Leben bereichern.

### Spielvereinigung Stetten e.V. (SpVgg Stetten)

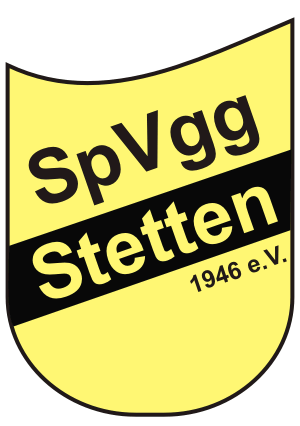
Wappen der SpVgg Stetten

Im Jahr 1927, zwei Jahrzehnte vor Gründung der Spielvereinigung 1946 e. V., gab es bereits eine Fußballmannschaft mit dem Namen Spielvereinigung, welche im Jahr 1929 in DJK umgetauft und durch das Nazi-Regime im Jahr 1933 verboten wurde.
In der schwierigen Zeit nach dem Zweiten Weltkrieg fanden sich wieder sportbegeisterte junge Männer zusammen und gründeten am 13. April 1946 die Spielvereinigung Stetten. Bereits am 1. Mai 1946 wurde das erste Fußballspiel ausgetragen.
Der Verein gliedert sich in folgende Abteilungen:
Fußball (Gründung 1946), Schach (1965), Badminton (1991), Tischtennis (1979), Turnen (1980) und Wandern (1979).
Die Jugendarbeit ist ein Hauptanliegen der Spielvereinigung. Die Mitgliederzahlen liegen im Durchschnitt bei ca. 600.

### Obst- und Gartenbau-Verein
Der Obst- und Gartenbauverein hat es sich zur Aufgabe gemacht, den Ort zu verschönern. Hierzu werden verschiedene Plätze in Städten mit Blumen und Pflanzen geschmückt. Der O-G-V betreibt einen Kräutergarten, dessen Bau im Jahr 1992 begonnen wurde. Der Garten liegt direkt am Fahrradweg nach Gemünden am Main und ist jederzeit zugänglich. Auf einer Fläche von ca. 400 m² wachsen etwa 120 verschiedene Heil-, Würz- und Küchenkräuter.

### Freiwillige Feuerwehr Stetten
Im Jahr 1875 wurde die Freiwillige Feuerwehr Stetten gegründet.
Neben der aktiven Feuerwehr wird Nachwuchsförderung betrieben.

### Winzerverein
Zu den Errungenschaften des Winzervereins gehören der 1953 erbaute Winzerkeller, in dem heute unter anderem eine Außenstelle der Gebietswinzergenossenschaft Franken (GWF) zu finden ist und ein Weinwanderweg durch die verschiedenen Stettener Weinlagen. Im Jahr 2000 war Silvia Gaul Fränkische Weinkönigin.

### Carnevals Club Stetten (CCS)
Der CCS mit seinen Elferräten veranstaltet jährlich zwei Prunksitzungen. In den verschiedenen Garden des Vereins sind viele junge Mädchen des Ortes vertreten.

### Gesangverein Edelweiß
Im 1906 gegründeten Gesangverein Edelweiß singen Männer und Frauen.